# Febus (mitologia)
Febus (en grec antic: Φοῖβος, llatí: Phoebus) és un sobrenom o epítet que rebia el déu solar Apol·lo en la mitologia clàssica. Probablement, en els seus orígens significava 'lluent', propietat atribuïda al sol.
Els poetes clàssics llatins també aplicaven el sobrenom de Febus al déu sol, d'aquí les referències habituals, en la poesia europea posterior, a Febus i al seu carro, com una metàfora del sol en el seu viatge celestial.
Tanmateix, no sempre apareix Febus identificat de manera tan evident amb Apol·lo en els textos mitològics, especialment entre els romans, malgrat que els dos són déus amb un marcat caràcter solar. Per exemple, a Les metamorfosis d'Ovidi, l'heroi Faetont és considerat fill de Febus, el déu-sol, però, en canvi, no consta com a fill d'Apol·lo-Febus.
Cervantes, d'altra banda, al seu Quixot, als inicis del capítol XX de la segona part, es refereix a l'astre solar amb el nom de Febus, tal com segueix: «Amb prou feines la blanca aurora havia donat lloc al fet que el lluent Febus amb la cremor dels seus calents rajos...».
El nom del déu Febus també va ser utilitzat com a inspiració en els Jocs Olímpics d'Atenes 2004, amb el de la deessa Atena, per a la caracterització de les mascotes olímpiques, que van donar lloc als dos personatges germans, anomenats Atena i Febos.
Finalment, la lletra de la Marxa de San Lorenzo, escrita per l'argentí Carlos Javier Benielli, comença la seva primera estrofa al·ludint a l'astre sol i fent referència al déu Febus: "Febus apunta; ja els seus rajos / il·luminen l'històric convent".